# 3 Pułk Pancerny (PSZ)

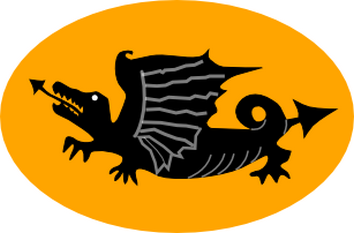
Oznaka 16 Samodzielnej Brygady Pancernej

3 Pułk Pancerny – jednostka pancerna Polskich Sił Zbrojnych.
Powstał 13 sierpnia 1942 w wyniku przeformowania 67 batalionu czołgów z 16 Brygady Czołgów. Wchodził w skład 16 Brygady Pancernej.

## Formowanie i zmiany organizacyjne

### 3 batalion czołgów 1 pułku czołgów

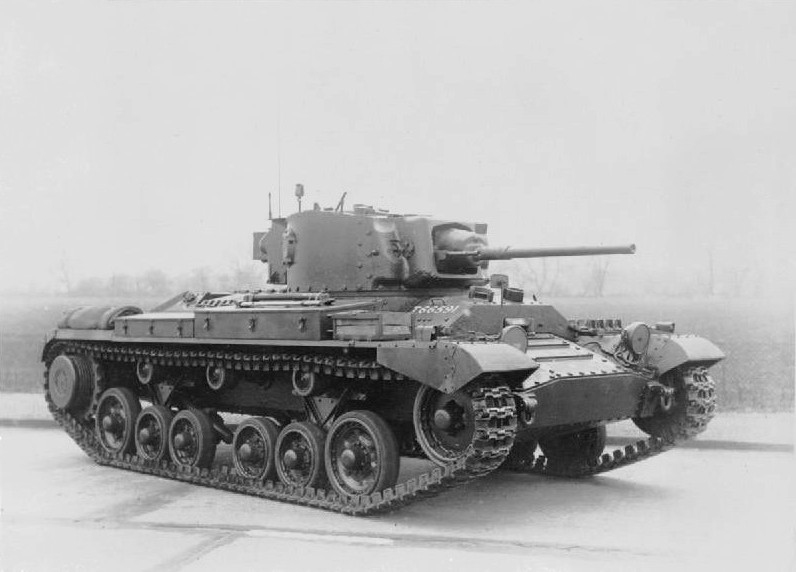
Czołg batalionu w 1941 – Mk III Valentine

31 lipca 1941 na placu koło fabryki Tulloh Works w Perth pożegnany został szwadron czołgów Dywizjonu Rozpoznawczego I Korpusu Polskiego przeznaczony na zalążek formowanego batalionu. Szwadron po przybyciu do Alyth koło Blairgowrie liczył ewidencyjnie 6 oficerów, 80 szeregowych i 53 karabiny. 13 sierpnia do batalionu trafił pierwszy czołg Valentine Mk. III. 19 sierpnia 1941 przybyło kolejne uzupełnienie. Była to grupa 146 żołnierzy – ochotników z Ameryki Południowej. Na dworcu kolejowym przywitał ich dowódca batalionu mjr Bolesław Sokołowski. 3 września przybyła druga grupa ochotników zza oceanu. Transport liczył 134 ochotników. Kolejny transport rekrutujący się spośród Polonii amerykańskiej przybył do Alyth 21 października 1941. Byli to żołnierze z Urugwaju, Brazylii i Argentyny. Wśród ochotników wielu uważało się za Polaków pochodzenia ruskiego i białoruskiego. Nie brakowało też osób starszych. W październiku 1941 kronikarz batalionowy wpisał stan faktyczny oddziału - 32 oficerów i 862 szeregowych.
Jesienią nastąpiła reorganizacja batalionu - 1 i 2 kompania połączyły się tworząc jedną kompanię o czterech plutonach. 1 pluton szkolił kandydatów na podoficerów, a 2 i 3 rozpoczął szkolenie motorowe. 4 pluton składał się z ochotników, którzy zadeklarowali chęć wstąpienia w szeregi Polskich Sił Powietrznych i Marynarki Wojennej.

### 67 batalion czołgów 16 Brygady Czołgów

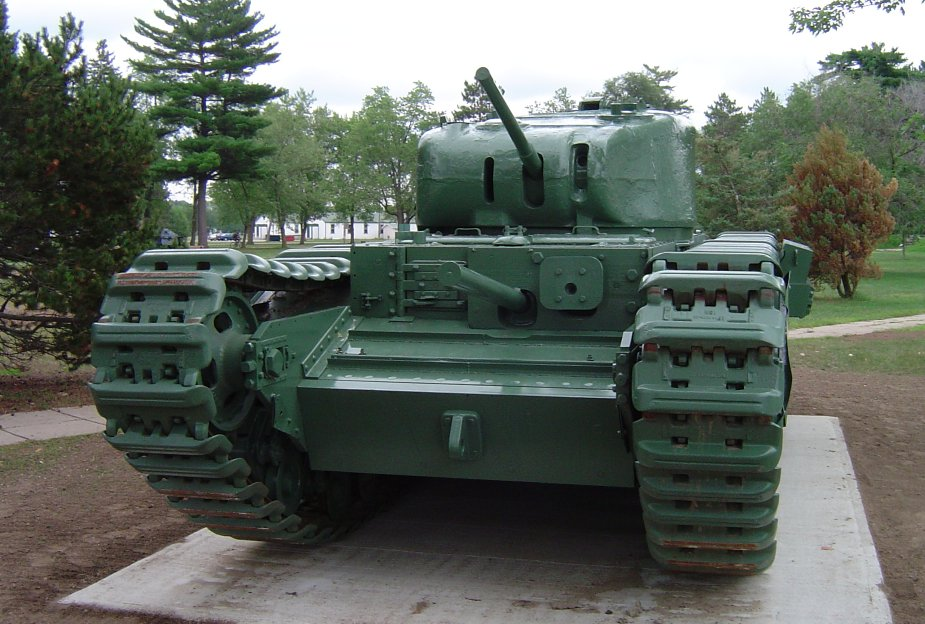
czołg batalionu w 1942 – Mk IV Churchill

Pod koniec 1941 doszło do reorganizacji polskiej broni pancernej w Szkocji. 1 Pułk Czołgów został rozwinięty w 16 Brygadę Czołgów. W jej składzie znalazły się trzy bataliony czołgów (65, 66 i 67). 31 grudnia 1941 brygada przyjęła nowe czołgi : dziewięć Valentinów oraz piętnaście Churchillów. Żołnierzy wysłano na kursy i praktyki przede wszystkim w zakresie broni pancernej. 25 marca 1942 16 Brygadę Czołgów wcielono do formowanej przez gen. bryg. Stanisława Maczka 1 Dywizji Pancernej.
4 kwietnia 1942 batalion w dwóch rzutach zmienił miejsce postoju na Kelso w Roxburghshire. Tego dnia oddział liczył 31 oficerów i 447 szeregowych. Został rozlokowany w kwaterach pozostawionych przez pododdziały angielskie. Miejscowe społeczeństwo początkowo podchodziło nieufnie do Polaków. Wojska przystąpiły do intensywnego szkolenia.

### 3 Pułk Pancerny 16 Brygady Pancernej w składzie 1 DPanc
12 sierpnia 1942 roku doszło do kolejnej zmiany nazwy. 67 batalion czołgów przemianowano na 3 Pułk Pancerny. W pułku wprowadzono podział na szwadrony.
W Kelso istniały dobre warunki zakwaterowania. Dowództwo pułku i kasyno oficerskie rozlokowano w budynku Hylton Mye przy ulicy Roxburgh, kwatermistrzostwo w lokalu nad Commercial Bank przy rynku (the Square), szwadron dowodzenia w budynku Kings Own Scottish Borderers Hall przy East Bowmont, a potem w North Parish Church przy Inch Road, 1 szwadron w Abbey Row School przy Abbey Row, 2 i 3 szwadron w barakach majątku Springwood, świetlicę w budynku giełdy zbożowej (Com Exchange) przy ulicy Wood Market, a izbę chorych w historycznym domu w Walton Hall.

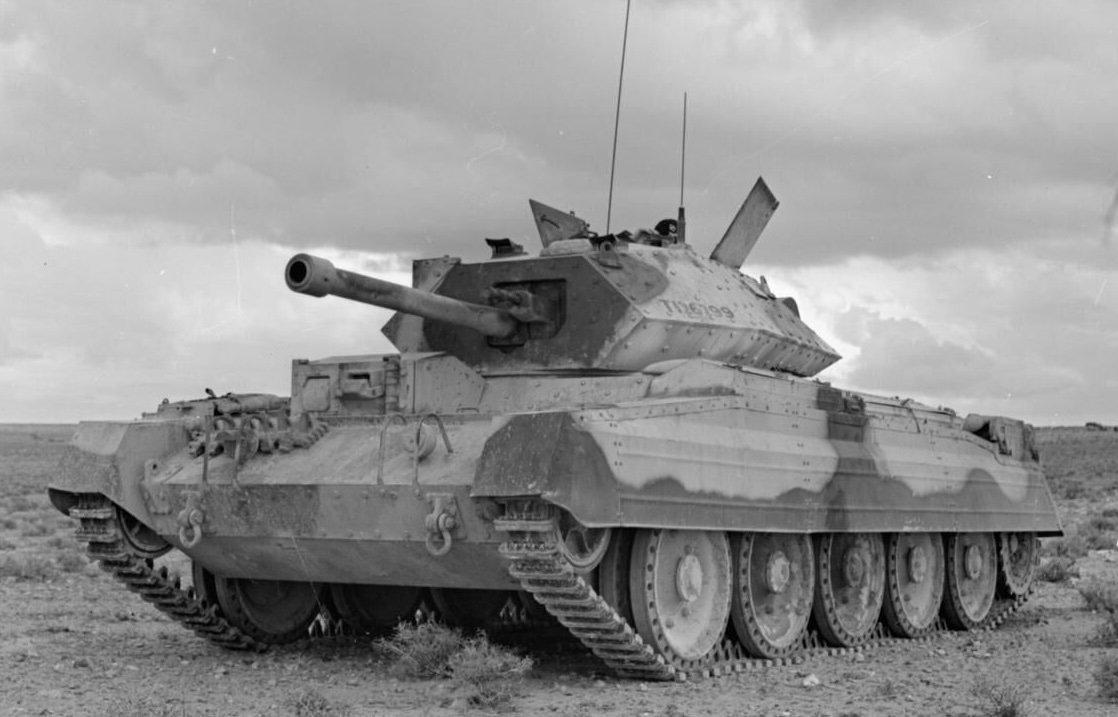
Podstawowy czołg pułku w 1943 – Mk VI Crusader

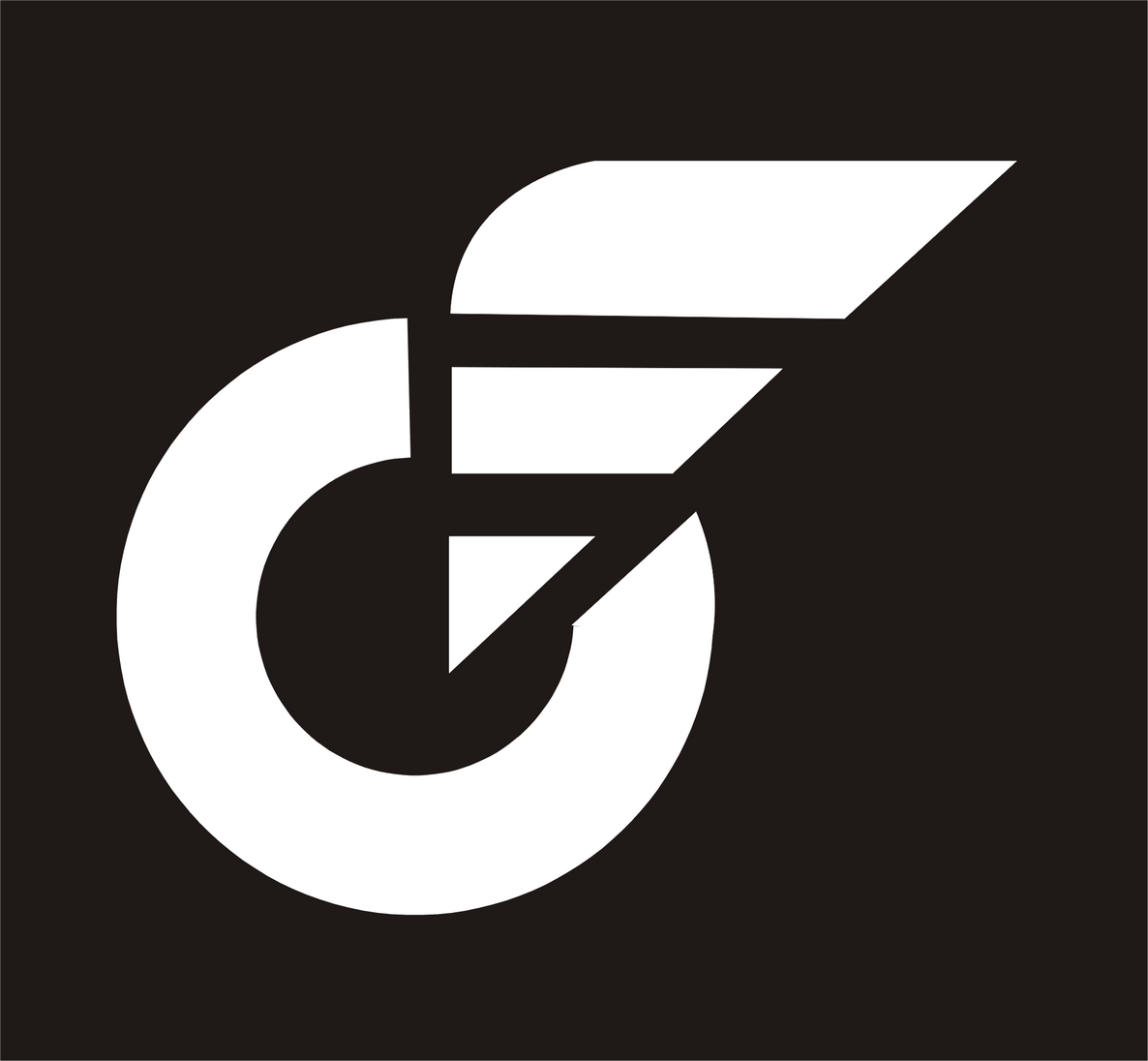
Tablica rozpoznawcza pojazdów WP

W tym czasie obsada etatowa przedstawiała się następująco:
- dowódca - mjr Bronisław Brągiel
- zastępca dowódcy - kpt. Janusz Francki
- zastępca dowódcy - kpt. Rajmund Wilczyński
- dowódca szwadronu dowodzenia - por. Józef Jaroński
- dowódca 1 szwadronu - por. Henryk Czajkowski
- dowódca 2 szwadronu - kpt. Jan Kurowski
- dowódca 3 szwadronu - por. Tadeusz Kraczkiewicz

1 września 1942 pułk liczy 19 oficerów i 372 szeregowych, w tym 196 ochotników z Ameryki Południowej. 10 i 12 września 1942 do pułku przybyły kolejne uzupełnienia. Byli to żołnierze wyprowadzeni z ZSRR przez gen. Władysława Andersa.
23 października 1942 w Camp Lander przeglądu 16 Brygady Pancernej dokonał Naczelny Wódz gen. broni Władysław Sikorski. 3 Pułk Pancerny wystawił jeden szwadron liniowy, pod dowództwem por. Henryka Czajkowskiego. Jesienią 1942 roku rozpoczęto intensywne szkolenie szwadronów, w tym ostre strzelanie. Szkolono się też przy stole plastycznym i w zakresie łączności. Lekarz pułku zorganizował szkolenie z ratownictwa medycznego i udzielania pierwszej pomocy. Na poligonie w Camp Lander odbyty się ćwiczenia w ramach brygady. Tematem zajęć był marsz ubezpieczony ze spotkaniem nieprzyjacielskich oddziałów pancernych. Ostre strzelania pułk wykonał na strzelnicy wojskowej w Kirkudbright. Trzeciacy uzyskali dobre oceny ze strzelania, wskazywania celów, obserwację ognia, lecz zbyt powolne było celowanie, korygowanie celów, czasem i manewrowanie wieżą.
14 czerwca 1943 pułk przedyslokowano do Fornham Park West Camp, w pobliżu Bury St. Edmunds w Suffolkshire.

### 3 Pułk Pancerny 16 Brygady Pancernej w składzie 2 DGPanc

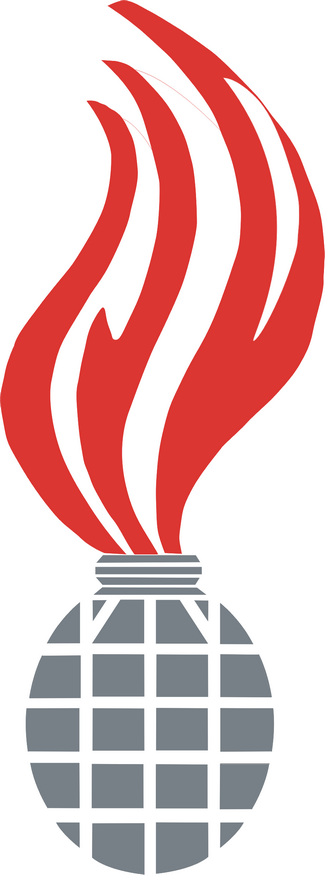
Oznaka rozpoznawcza

12 listopada pułk zmienił swoje miejsce postoju na Catterick Camp, w rejonie Centrum Wyszkolenia Pancernego i Technicznego. Musiał oddać wielu wyszkolonych żołnierzy na uzupełnienie 1 i 2 pułku pancernego. 1 grudnia 1943 jego stan wynosił 43 oficerów, 62 podoficerów, 78 kaprali, 160 starszych strzelców i strzelców.
W tym czasie obsada etatowa przedstawiała się następująco:
- dowódca pułku - mjr Aleksander Izdebski
- I zastępca dowódcy pułku - kpt. Konstanty Hajdenko
- II zastępca dowódcy pułku - kpt. Bronisław Osiński
- adiutant dowódcy pułku - por. Tadeusz Tymiński
- oficer wywiadowczy - por. Piotr Górski
- oficer techniczny - por. Julian Foltyn
- lekarz - por. Jan Czapliński
- oficer materiałowy - por. Jan Skowroński
- oficer zaopatrzenia - ppor. Edward Ołdakowski
- dowódca szwadronu dowodzenia - por. Stanisław Wojcieszek
- p.o. dowódca 1 szwadronu por. Marian Fijałkowski
- p.o. dowódca 2 szwadronu por. Stanisław Kądzior
- dowódca 3 szwadronu - kpt. Tadeusz Kraczkiewicz
- dowódca L.A.D. ppor. Zbigniew Szotarski

W 1944 stan pułku nadal malał. W styczniu wielu żołnierzy zgłosiło się do lotnictwa, w lutym i marcu odnotowano kilka przypadków dezercji żołnierzy pochodzenia żydowskiego, a 4 marca rozformowano l i 2 szwadron. W dniu 23 maja 1944 r. przekazano do 1 Dywizji Pancernej 180 żołnierzy i po kolejnej reorganizacji w pułku pozostało dowództwo pułku, skadrowany 3 szwadron pancerny i czołówka naprawcza. Do 22 maja przekazano wszystkie pozostałe czołgi Crusader do składnic sprzętu. Na dzień 3 lipca stan 3 Pułku Pancernego wynosił; 20 oficerów i 100 szeregowych + 1 oficer i 48 szeregowych w czołówce naprawczej. Z dniem 7 lipca została odkomenderowana do Centrum Wyszkolenia Broni Pancernej i Technicznej czołówka naprawcza 7 szeregowych od lotnictwa i dalsze uzupełnienia do 1 DPanc. W dniu 12 lipca kadrę pułku w sile 9 oficerów i 23 szeregowych przeniesiono do Bridge of Allan w Szkocji. Żołnierze 3 pułku sprawowali opiekę nad rannymi żołnierzami 1 Dywizji Pancernej w tym celu 30 września 1944 roku zorganizowano Komitet opieki nad rannymi żołnierzami. Wspierano też okoliczną ludność w rolnych pracach polowych. We wrześniu do 3 Pułku Pancernego zaczęli przybywać pierwsi żołnierze z uzupełnień wywodzący się z Polaków byłych jeńców i dezerterów z armii niemieckiej. Kierowani oni byli na szkolenie do CWBPanc. i Tech., a następnie od listopada do pułku. W połowie września garnizonem pułku stało się Barstone. Powróciła z dniem 2 listopada czołówka naprawcza 8 listopada przydzielono rozpoznawcze samochody pancerne Scout Car, a 17 listopada pierwsze czołgi Centauer, Cromwell i Stuart. W grudniu 1944 r. rozpoczęto organizację 2 szwadronu. W dniu 17 grudnia pułk dyslokowano do Kelso. Od stycznia 1945 roku w pułku rozpoczęto szkolenie napływających żołnierzy, w tym na kursach radiowych. 11 lutego odbyła się przysięga 409 podoficerów i szeregowych 3 pułku.

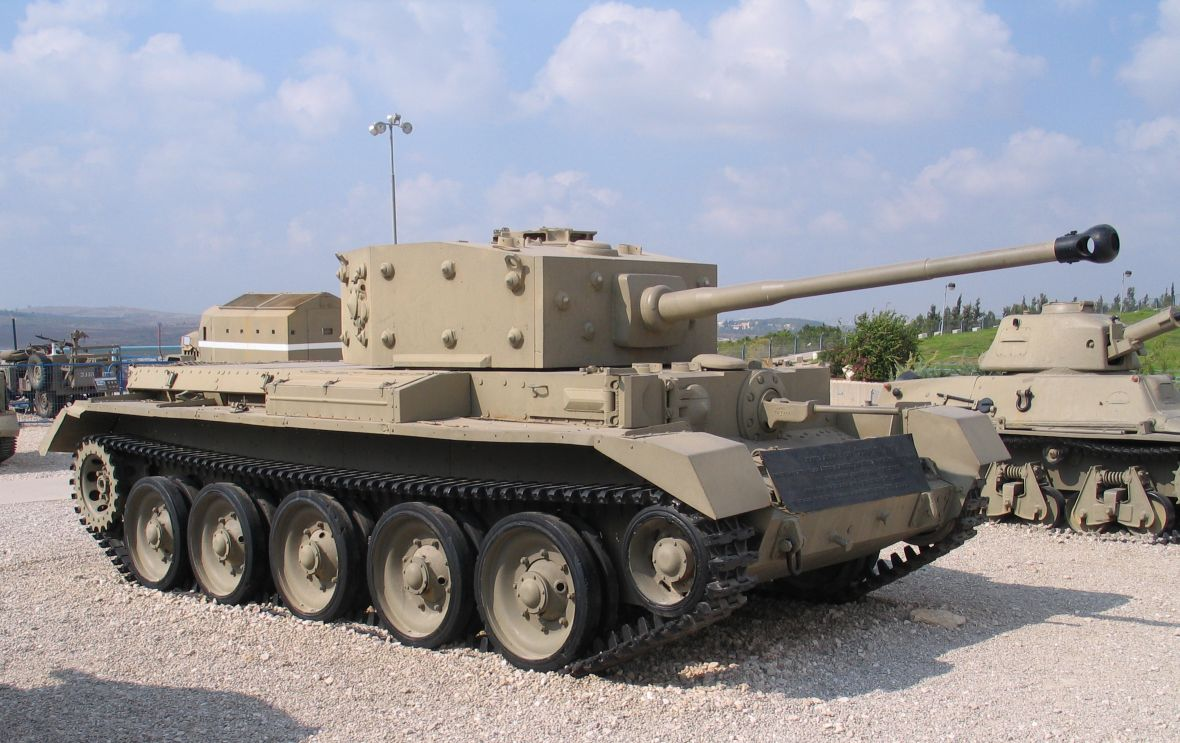
Czołg pułku w 1945 – Cromwell

Struktura organizacyjna w 1944
Dowództwo
- pluton rozpoznawczy
- trzy szwadrony liniowe[b]
  - pięć plutonów czołgów

Pułk posiadał :
- oficerów - 34
- szeregowych - 596

Sprzęt:
- czołgi średnie - 52
- czołgi lekkie – 11

### 3 Pułk Pancerny w składzie 16 Samodzielnej Brygadzie Pancernej
13 lutego 1945 roku 16 BPanc. została przemianowana na 16 Samodzielną Brygadę Pancerną rozkazem Naczelnego Wodza nr N.W.150/Tjn.Org. z dnia 25 lutego 1945 r. oraz podporządkowana dowódcy 1 KP. W lutym rozpoczęto formowanie 1 szwadronu pancernego W marcu przybyła następna duża grupa żołnierzy spośród byłych jeńców i dezerterów z armii niemieckiej i ochotników z Francji. 9 i 10 kwietnia odbyło się ich zaprzysiężenie. 10 maja odtworzono szwadron dowodzenia pułku i tego dnia pułk osiągnął pełny stan etatowy i organizacyjny.

#### Pancerne "Smoki" po wojnie
Osiągając 1 czerwca 1945 r. 42 oficerów, 142 podoficerów i 880 szeregowych. Prowadzono w latach 1945 i 1946 dalsze szkolenie pancerne na posiadanym niekompletnym sprzęcie pancernym. Od lipca 1945 roku do rozwiązania pułku w dniu 12 kwietnia 1947 r. prowadzono sukcesywną demobilizację pułku i przygotowywano żołnierzy do życia cywilnego.
Obsada pułku w maju 1945 r

### Żołnierze pułku
Dowódca pułku (batalionu)
- kpt. Marian Włodzimierz Żebrowski (1–10 VIII 1941)
- mjr Bolesław Sokołowski (10 VIII 1941 – 2 VI 1942)
- mjr/ppłk Bronisław Brągiel (4 VII 1942 – 13 I 1943)
- mjr/ppłk Aleksander Izdebski (6 XI 1942 – I 1943 p.o.) (I 1944 – 11 IV 1947[11])

Zastępca dowódcy pułku
- kpt./mjr Konstanty Hajdenko (1943–1945)

## Symbole pułku
Odznaka pułkowa
Zasadniczym motywem odznaki jest krzyż maltański nawiązujący do odznaki pamiątkowej 3 Batalionu Pancernego, do którego historii pułk nawiązywał. Ramiona krzyża pokryte zostały czarną emalią. Element krzyża nałożony został na promienistą tarczę słoneczną, będącą nawiązaniem do godła Argentyny. Słońce pokrywała emalia pomarańczowa. Do historii oddziału formowanego w Szkocji nawiązywały łodygi oraz kwiaty ostu. Pośrodku umieszczony został numer pułku 3. Odznaka o wymiarach 41 x 41 mm została zrobiona z białego oksydowanego metalu przez firmę Kirkwood and Sons na Princess Street w Edynburgu. Część egzemplarzy zrobiono także ze srebra.
Projektantem odznaki pamiątkowej był ppłk. dypl. S. Bahrynowski.
Przyjęto odznakę pamiątkową jednego wzoru dla wszystkich żołnierzy pułku, bez względu na stopień.
Odznaka została zatwierdzona rozkazem w Dzienniku Rozkazów Naczelnego Wodza i Ministra Obrony Narodowej nr 4 z dnia 10 października 1943.
Proporczyk
Proporczyki trójkątne czarno-pomarańczowe z żółtym paskiem przez środek.